# Principalideal
Principalideal, även huvudideal, är inom den abstrakta algebran de ideal i en ring R som genereras av ett enda element a i R.
Mer specifikt:
- ett vänsterprincipalideal I R är en delmängd av R som kan skrivas Ra := {ra : r i R};
- ett högerprincipalideal I R är en delmängd  som kan skrivas aR:= {ar : r i R};
- ett två-sidigt principalideal I R är en delmängd  som kan skrivas RaR := {r1as1 + ... + rnasn : r1,s1,...,rn,sn i R}.

Om R är en kommutativ ring sammanfaller de tre definitionerna ovan. I det fallet betecknas ofta idealet som genereras av a med (a).
I allmänhet är inte alla ideal principalideal. En ring där de enda idealen är principalideal kallas för en principalidealring.